# Burg Lohrbach
Die Burg Lohrbach ist eine Wasserburg aus dem 10. Jahrhundert im Stadtteil Lohrbach von Mosbach im Neckar-Odenwald-Kreis in Baden-Württemberg.

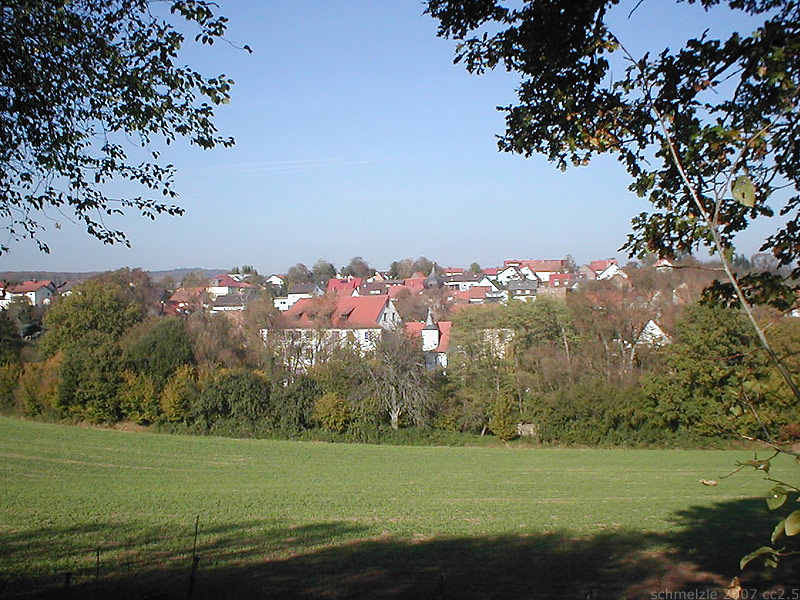
Blick von Süden über Burg Lohrbach

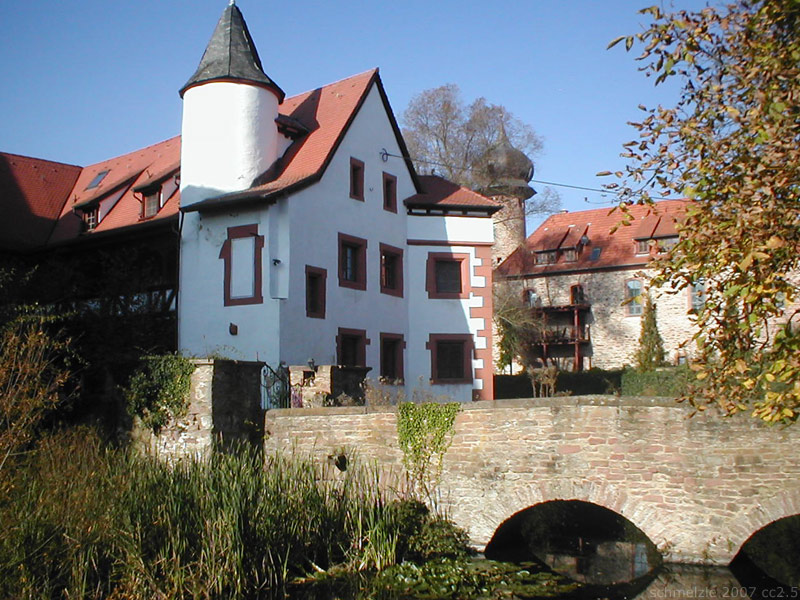
Brücke zum Hauptgebäude

## Geschichte
Die Burg kam angeblich im Jahre 1000 in den Besitz der Grafen von Lauffen, die sie vom Kaiser zu Lehen erhielten. Nach dem Aussterben der Lauffener kam die Anlage an deren Erben, die Herren von Dürn, und von diesen über weiteren Erbgang 1251 an die Herren von Limpurg. 1277 wird erstmals ein Ulrich von Lorbach genannt, ein nachgeborener Sohn von Walter II. von Limpurg, der nach seinem Sitz in Lohrbach benannt wurde und dem Johanniterorden beitrat, wodurch die Burg um 1291 in den Besitz des Ordens kam. 1299 beklagte der Orden die Zerstörung der Burg durch Eberhard I. von Württemberg. Der Johanniterorden hat die Burg dann bereits vor 1350 an Konrad von Limpurg verkauft, der die Hälfte der Burg Eberhard II. zu Lehen gab. 1409 verpfändeten die Limpurger Burg und Ort Lohrbach an Johann von Hirschhorn.
Schließlich erwarb Pfalzgraf Otto I. von Mosbach die Burg im Jahr 1413 von den Limpurgern. Der rechteckige Torturm (oder Bergfried) trägt sein Wappen und scheint unter seiner Regentschaft erbaut oder erneuert worden zu sein. Nach dem Tode von Otto. II und damit dem Aussterben der Linie Pfalz-Mosbach kamen Burg und Ort Lohrbach 1499 an die Kurpfalz. Der Nordflügel mit seinen gotischen Fensterprofilen datiert vermutlich noch aus der Zeit der späten Gotik und soll durch Kurfürst Ludwig V. errichtet worden sein.
Auf Kurfürst Friedrich III. gehen weitere Umbauten zu einer Schlossanlage im Renaissancestil zurück. Er soll sich 1564 mehrere Monate in Lohrbach aufgehalten und von hier aus seine Regierungsgeschäfte getätigt haben. In den Jahren 1576 bis 1599 war Anlage Witwensitz für Friedrichs zweite Frau, Kurfürstin Amalie. Später war das Anwesen Sitz einer pfälzischen Kellerei, der 18 Orte und mehrere Höfe unterstellt waren. Im Dreißigjährigen Krieg soll ein einstmals beim Schloss befindlicher See verlandet sein. 1763 wurden die außerhalb der Vorburg gelegene Zehntscheuer und der runde Turm nach Plänen des Baumeisters Franz Wilhelm Rabaliatti zur katholischen Kirche des Ortes umgebaut. Bei Bränden in den Jahren 1780 und 1797 wurden der Mittel- und Nordflügel schwer beschädigt und nur in niedrigerer Form wiederhergestellt, wodurch die Schlossanlage im Wesentlichen ihre heutige Gestalt erhielt.
1803 fiel das Anwesen an die Grafen zu Leiningen-Billigheim, nach dem raschen Ende deren Fürstentums 1806 an das Großherzogtum Baden, aber dann doch wieder zurück an die Leininger, in deren Besitz das Schloss bis 1947 blieb. Ab 1808 wurde die Anlage zu Beamtenwohnungen umgebaut. Neben dem leiningenschen Oberförster und anderen Beamten bewohnte außerdem auch der jeweilige Pächter des Schlossguts die Anlage. Die Försterwohnung befand sich im zweiten Stockwerk des Fürstenbaus, darüber war im Dachgeschoss eine Wohnung für Forstassistenten. Die Pächterwohnung lag im Mittel- und Nordflügel. Historische Bausubstanz wie der zweite Rundturm, die äußere Brücke, das Brückentorhaus und der Aufgang zum Bergfried, wurde nicht mehr unterhalten, sondern aus Kostengründen bei Baufälligkeit abgerissen. Aus denselben Gründen wurde auch die Höhe von Teilen der Umfassungsmauern reduziert. Die Anlage wurde außerdem im Lauf des 19. Jahrhunderts zusehends der Nutzung als landwirtschaftliches Pachtgut mit Viehhaltung angepasst. Das untere Stockwerk von Mittel- und Fürstenbau sowie der Schneidereibau dienten als Stall bzw. Futterlager.
In den 1950er Jahren kam das Schloss an die Johannesanstalten Mosbach, die ihr Engagement in der verkommenen Anlage nach mehreren Jahren Leerstand und einigen begonnenen Bauarbeiten jedoch wieder einstellten. 1970 kam das Schloss in Privatbesitz, der 1982 nochmals wechselte. Die Schlossanlage ist seitdem größtenteils zu Wohnungen umgebaut. Die als katholische Kirche genutzte alte Kelter wurde nach dem Einsturz eines Teils der Decke 1966 und nachfolgendem Neubau einer neuen katholischen Kirche an anderer Stelle ebenfalls zu Wohnzwecken umgebaut.

## Anlage

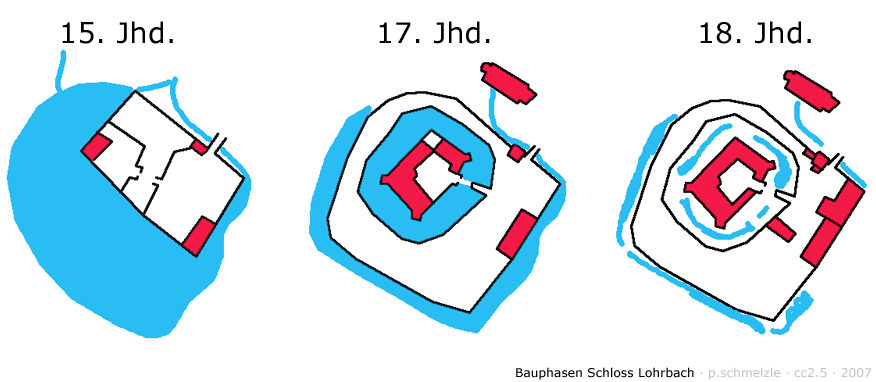
Ausbaustufen von Schloss Lohrbach nach 1413, nach 1585 und nach 1700

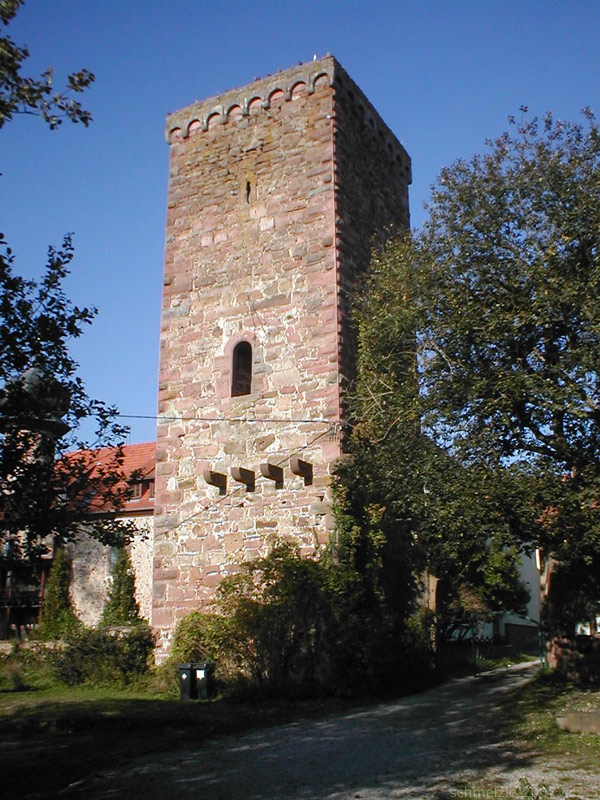
Torturm

Das Aussehen der Burg zu ihrer Entstehungszeit ist weitgehend unbekannt. Im 15. Jahrhundert bestand jedoch bereits eine Anlage aus ummauerter Vorburg und Burg, wobei der rechteckige Turm den Torturm der Vorburg bildete. Um die Anlage wurde ein sich hauptsächlich nach Westen ausbreitender Teich angestaut. Vorburg und Ort sowie Vorburg und Burg waren jeweils durch hölzerne Brücken miteinander verbunden. Bei den Umbauten im 16. Jahrhundert scheint die Kernburg nach Süden erweitert und die Gewässersituation verändert worden zu sein, wofür man im Norden wohl ein Stück abgegraben hat, so dass die Kernburg nach allen vier Seiten von einem breiten Graben umgeben war, um den sich die Vorburg ringförmig schloss, die ebenfalls noch fast ringsum von einem zweiten, äußeren Graben umgeben war. Außerhalb des doppelten Burg- und Grabenrings befand sich die Zehntscheuer mit dem runden Turm. In den nachfolgenden Jahrhunderten wurden lediglich kleinere Erweiterungsbauten errichtet, die den renaissancezeitlichen Grundriss ergänzten. Die Geländetopographie der Ringgräben blieb trotz ihres Trockenfallens erhalten bis in die 1960er Jahre und ist auch heute noch teilweise sichtbar.
Die Schlossanlage wurde nach dem Zweiten Weltkrieg mehrfach umgebaut. Die Schlossgebäude sind weitgehend erhalten und in Wohnungen und Ferienwohnungen parzelliert, ebenso der südliche Bau der Vorburg. Vom nördlichen Bau der Vorburg ist nur eine Fassadenruine erhalten. Aufgrund einiger Wassergräben, Brücken und Mauern sowie des gut erhaltenen Torturms ist die Anlage in ihrem Ganzen noch gut erkennbar. Auch die bis 1966 als Kirche genutzte Zehntscheuer mit dem markanten runden Turm wurde saniert und zu Wohn- und Gewerberäumen umgenutzt. Die Anlage befindet sich in Privatbesitz und kann nicht besichtigt werden.